# Редавалле
Редавалле (італ. Redavalle) — муніципалітет в Італії, у регіоні Ломбардія,  провінція Павія.
Редавалле розташоване на відстані близько 440 км на північний захід від Рима, 50 км на південь від Мілана, 17 км на південь від Павії.
Населення — 1069 осіб (2014).
Щорічний фестиваль відбувається 16 серпня. Покровитель — святий Рох.

## Демографія
Населення за роками:

Станом на 1 січня 2023 року в муніципалітеті офіційно проживали 182 іноземці з 23 країн, серед них 87 громадян країн Євросоюзу та 2 громадяни України.

## Сусідні муніципалітети
- Барб'янелло
- Броні
- П'єтра-де'-Джорджі
- Санта-Джулетта

## Міста-побратими
- Во-ан-Бюже, Франція